# Defecte (filosofia)
Es diu defecte en filosofia a la manca de les qualitats pròpies i naturals d'una cosa o de qualsevulla imperfecció natural o moral.
No és la sola manca d'una qualitat o perfecció o el grau limitat de posseir-la, sinó aquestes mateixes negacions quan afecten un subjecte, la naturalesa concreta del qual requeria aquesta qualitat o perfecció o un grau superior. Aquesta idea és la que etimològicament expressa la paraula, atès que es deriva del verb llatí deficere 'faltar' o del verb fallere 'enganyar'; en tots dos casos indica privació d'una qualitat necessària, l'absència de la qual fa que la cosa sigui deficient, incompleta, irregular o imperfecta.
Tot i que sinònim en el llenguatge ordinari les veus defecte, imperfecció, vici i falta no ho són en fet de veritat; la imperfecció es troba en els objectes de per si complets i tot i excel·lents i en què no apareix defecte per tal concepte; és defecte que manqui un braç al cos humà, però no d'altra banda ben conformat, és imperfecció que no siguin iguals tots dos braços; el defecte, per tant, és més profund que la imperfecció. Altrament, el vici encareix el defecte i tendeix com corrompre i desordenar tot l'ésser, en la falta es connota el defecte d'alguna manera causat per un agent moral. Cf. Tomàs d'Aquino Summa Theologiae I. q. 12, a. 4; q. 49, a. 1; II. II. q. 33, a. 4, Quaest. disp., De malo, q. 16, a. 5; De veritate, 1. 11, a.; Poujol; Dictionn. des facult. intell. et affect. de l'anime (París, 1863).
Els defectes reben diverses denominacions segons es pot veure a Sant Tomàs a la Summa Theologiae, III, q. 14 i 15: poden ser físics i morals, corporals o espirituals, estàtics i dinàmics, ço és, que afecten els éssers en si o en les seves operacions o funcions.